# Phare de Capo Passero
Le phare de Capo Passero (en italien : Faro di Capo Passero) est un phare situé sur la petite île de Capo Passero qui se trouve sur le territoire de la commune de Pachino sur la mer Ionienne, dans la province de Syracuse (Sicile), en Italie.

## Histoire
L'île de Capo Passero se trouve à l'extrême sud-est de la Sicile. Le phare a été mis en service en 1871 sur l'angle nord-est d'un grand fort. Le phare est entièrement automatisé et alimenté à l'énergie solaire par panneau voltaïque. Il est géré par la Marina Militare.

## Description
Le phare  se compose d'une petite tour cylindrique de 3,4 m de haut, avec galerie et lanterne, sur l'angle d'une fortification pour une hauteur de 11 m. Le dôme de la lanterne blanche est gris métallisé. Il émet, à une hauteur focale de 39 m, deux éclats blancs toutes les 10 secondes. Sa portée est de 11 milles nautiques (environ 20 km).
Identifiant : ARLHS : ITA-060 ; EF-2922 - Amirauté : E1884 - NGA : 10228 .

## Caractéristiques dufeu maritime
Fréquence : 10 secondes (W)
- Lumière : 1 seconde
- Obscurité : 2 secondes
- Lumière : 1 seconde
- Obscurité : 8 secondes

|                     |
| Île de Capo Passaro |

|          |
| Le phare |

### Lien connexe
- Liste des phares de la Sicile